# Champlitte
Champlitte /ʃɑ̃ˈlit/ è un comune francese di 1 881 abitanti situato nel dipartimento dell'Alta Saona nella regione della Borgogna-Franca Contea.

## Società

### Evoluzione demografica
Abitanti censiti